# Clathraria omanensis
Clathraria omanensis is een zachte koraalsoort uit de familie Melithaeidae. De koraalsoort komt uit het geslacht Clathraria. Clathraria omanensis werd in 1987 voor het eerst wetenschappelijk beschreven door van Ofwegen. 